# Adriana Espinosa
Adriana Espinosa, född 18 juli 1991, är en ecuadoriansk bågskytt. Hon deltog vid olympiska sommarspelen 2020.